# Epicentrum

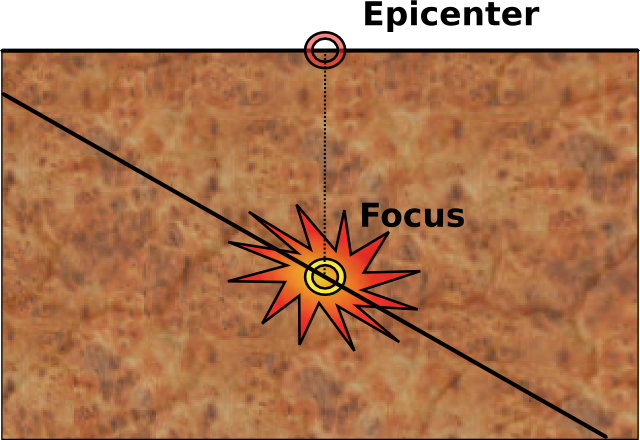
Az epicentrum a földrengés fészke fölött található a felszínen.

Az epicentrum (ógörög: επίκεντρον) az a pont a Föld felszínén, amely pontosan a felszín alatt történt földrengés, vagy robbanás felett helyezkedik el. A Föld belsejében történő energiafelszabadulás, a földrengés fészkének neve hipocentrum. A szeizmikus hullámok körkörösen a hipocentrumból indulnak ki minden irányban.
Az epicentrum meghatározása történhet műszeres úton (különböző helyeken készült szeizmogramok segítségével), vagy makroszeizmikus adatok (emberi észlelés) alapján. Az 1970-es évektől kezdődően elmondható, hogy gyakorlatilag minden földrengésről vannak műszeres adataink.
Az „epicentrum” kifejezés más, katasztrofális események leírásánál is használható, például egy meteorit vagy üstökös becsapódása esetén. Köznapi értelemben előfordul a „centrum”, illetve a földrengés fészke szinonimájaként is, például amikor nagy hangsúlyt akarnak helyezni valamely esemény vagy történés eredetére.